# آلبوم چندآهنگه اول (آلبوم چندآهنگه پیکسیز)
آلبوم چندآهنگه اول (به انگلیسی: EP1) یک آلبوم چندآهنگه از گروه آلترنیتیو راک آمریکایی، پیکسیز است. به غیر از تک‌آهنگ سال ۲۰۰۴ گروه، Bam Thwok و ترانه‌ای بازخوانی‌شده از یکی از ترانه‌های Warren Zevon، این آلبوم به همراه تک‌آهنگ دیجیتالی Bagboy، اولین اثر منتشره گروه پس از مدتی بیش از ۲۰ سال است. این اولین آلبومی است که آنها بدون کیم دیل منتشر کرده‌اند، او کمی قبل‌تر از آن، از گروه جدا شده بود. ترانه‌های این آلبوم بعدها مجدداً در یک آلبوم استودیوی موسوم به ایندی سیندی منتشر شدند.